# 立野駅 (佐賀県)
立野駅（たてのえき）は、佐賀県三養基郡基山町大字長野に所在する甘木鉄道甘木線の駅。
佐賀県内の駅で最も東に位置する。

## 歴史
- 1987年（昭和62年）11月1日：甘木鉄道により開業[1][2]。

## 駅構造
単式ホーム1面1線を有する地上駅。九州自動車道の高架下に置かれている。無人駅となっている。トイレは基山側ホーム末端より先に設置されているが、水道は無い。

## 利用状況
2018年度の1日平均乗車人員は78人である。
| 年度   | 一日平均 乗車人員 |
| ------ | ----------------- |
| 2011年 | 66                |
| 2012年 | 66                |
| 2013年 | 75                |
| 2014年 | 59                |
| 2015年 | 67                |
| 2016年 | 58                |
| 2017年 | 68                |
| 2018年 | 78                |

## 駅周辺
駅から九州自動車道を挟んで西側は基山工業団地、東側は立野工業団地で、両側ともに多くの工場や物流拠点が立地している。駅から北へ400 mほど行くと福岡県道・佐賀県道131号小郡基山線に突き当たる。
- 基山工業団地
  - コカ・コーラボトラーズジャパン基山工場
  - 東洋製罐基山工場
  - 伊藤ハム九州工場
  - 東洋水産佐賀冷凍工場
  - トーモク九州工場
  - 西鉄運輸鳥栖営業所
  - 西鉄車体技術
- 立野工業団地
  - サンポー食品本社工場
  - コクヨロジテム九州事業部
  - アサヒビール福岡工場基山分工場
  - ビーエス物流
- I-PEXキャンパス

### バス路線
きやまコミュニティバス「甘木鉄道立野駅」停留所がある。基山駅・基山町役場など町内各地に運行している。

## 隣の駅
甘木鉄道
■甘木線
基山駅 - 立野駅 - （大原信号場） - 小郡駅